# Liste der Herrscher der Toskana

## Markgrafen derToskana

### Haus Bonifacius
- 812–813: Bonifatius I.
- 828–834: Bonifatius II.
- 835–845: Aganus
- 847–884: Adalbert I.
- 889–915: Adalbert II. der Reiche
- 915–929: Guido
- 929–931: Lambert, †932

### Bosoniden
- 931–936: Boso
- 936–961: Humbert
- 961–1001: Hugo der Große (Herzog von Spoleto & Camerino 989–1001)

### Diverse Familien
- 1002–1012: Bonifatius III.
- 1014–1024: Rainier, † 1027
- 1027–1052: Bonifatius IV.
- 1052–1056: Mathilde unter Regentschaft ihrer Mutter Beatrix von Lothringen
- 1056–1069: Gottfried III. Herzog von Niederlothringen, Mathildes Stiefvater
- 1069–1115: Mathilde
- 1069–1076: Beatrix von Lothringen als Mitregentin
- 1120–1127: Konrad von Scheyern → Konrad I. (Meranien) (?)
- 1135–1136: Engelbert von Spanheim
- 1136–1139: Heinrich der Stolze (Welfen)
- 1139–1152: Ulrich von Attems (Vikar)
- 1152–1162: Welf VI., † 1193 (Welfen)
  - 1160–1163: Rainald von Dassel
- 1163–1173: Christian I. von Buch, Erzbischof von Mainz
- 1195–1197: Philipp von Schwaben (Staufer)

Die Toskana war in der Folge in die Republiken Florenz, Pisa, Siena, Arezzo, Pistoia und Lucca geteilt. Die florentinische Republik eroberte im 15. Jahrhundert die Vormacht in der Toskana.

## Maßgebliche Politiker derRepublik Florenz(Medici)
- 1434–1464: Cosimo de’ Medici
- 1464–1469: Piero di Cosimo de’ Medici
- 1469–1492: Lorenzo il Magnifico
- 1469–1478: Giuliano di Piero de’ Medici
- 1492–1494: Piero di Lorenzo de’ Medici
- 1494–1512: Republik
- 1512–1513: Giovanni de’ Medici
- 1513–1519: Lorenzo di Piero de’ Medici
- 1519–1523: Giulio de’ Medici
- 1523–1527: Ippolito de’ Medici
- 1523–1527: Alessandro de’ Medici
- 1527–1530: Republik
- 1530–1531: Alessandro de’ Medici

## Herzöge von Florenz (Medici)
- 1531–1537: Alessandro de’ Medici
- 1537–1569: Cosimo I. de’ Medici

## Großherzöge der Toskana (Medici)
- 1569–1574: Cosimo I. de’ Medici
- 1574–1587: Francesco I. de’ Medici
- 1587–1609: Ferdinando I. de’ Medici
- 1609–1621: Cosimo II. de’ Medici
- 1621–1670: Ferdinando II. de’ Medici
- 1670–1723: Cosimo III. de’ Medici
- 1723–1737: Gian Gastone de’ Medici

## Großherzog der Toskana (Lothringen)
- 1737–1765: Franz II. Stephan (Francesco Stefano di Lorena)

## Großherzöge der Toskana (Österreich-Lothringen)
- 1765–1790: Peter Leopold (Pietro Leopoldo d’Asburgo-Lorena)
- 1790–1801: Ferdinand III. (Ferdinando III. d’Asburgo-Lorena)

## Könige vonEtrurien(Bourbon-Parma)
- 1801–1803: Ludwig I. (Lodovico oder Luigi di Borbone)
- 1803–1807: Karl Ludwig (Carlo Lodovico oder Luigi di Borbone)

## Großherzogin der Toskana (Bonaparte)
- 1808–1814: Elisa

## Großherzöge der Toskana (Habsburg-Lothringen)
- 1814–1824: Ferdinand III. (Ferdinando III. d’Asburgo-Lorena) (erneut)
- 1824–1849: Leopold II. (Leopoldo II. d’Asburgo-Lorena)
- 1849: Republik
- 1849–1859: Leopold II. (erneut)
- 1859–1860: Ferdinand IV. (Ferdinando IV. d’Asburgo-Lorena)

Annexion durch das Königreich Sardinien-Piemont